# Браунсвілл (Теннессі)
Браунсвілл (англ. Brownsville) — місто (англ. city) в США, в окрузі Гейвуд штату Теннессі. Населення — 9788 осіб (2020).

## Географія
Браунсвілл розташований за координатами 35°35′17″ пн. ш. 89°15′27″ зх. д. / 35.58806° пн. ш. 89.25750° зх. д. (35.588105, -89.257466).  За даними Бюро перепису населення США в 2010 році місто мало площу 26,42 км², уся площа — суходіл.

## Демографія
Згідно з переписом 2010 року, у місті мешкали 10 292 особи в 4129 домогосподарствах у складі 2731 родини. Густота населення становила 390 осіб/км².  Було 4522 помешкання (171/км²).
Расовий склад населення:
| - 64,7 % — чорних або афроамериканців - 30,9 % — білих - 0,2 % — корінних американців - 0,1 % — азіатів - 3,2 % — осіб інших рас |

До двох чи більше рас належало 1,0 %. Частка іспаномовних становила 4,7 % від усіх жителів.
За віковим діапазоном населення розподілялося таким чином: 28,0 % — особи молодші 18 років, 59,4 % — особи у віці 18—64 років, 12,6 % — особи у віці 65 років та старші. Медіана віку мешканця становила 35,4 року. На 100 осіб жіночої статі у місті припадало 80,5 чоловіків;  на 100 жінок у віці від 18 років та старших — 73,5 чоловіків також старших 18 років.
Середній дохід на одне домашнє господарство  становив 43 908 доларів США (медіана — 27 879), а середній дохід на одну сім'ю — 60 410 доларів (медіана — 38 701). Медіана доходів становила 32 500 доларів для чоловіків та 27 348 доларів для жінок. За межею бідності перебувало 26,8 % осіб, у тому числі 34,2 % дітей у віці до 18 років та 21,7 % осіб у віці 65 років та старших.
Цивільне працевлаштоване населення становило 3908 осіб. Основні галузі зайнятості: виробництво — 34,4 %, освіта, охорона здоров'я та соціальна допомога — 19,6 %, роздрібна торгівля — 9,4 %, мистецтво, розваги та відпочинок — 6,3 %.